# مجموعه تاریخی عباس‌آباد
مجموعه تاریخی عباس‌آباد مربوط به دوره تیموری - دوره قاجار است و در روستای عباس‌آباد، ۳۴ کیلومتری شمال تایباد واقع شده و این اثر در تاریخ ۲ شهریور ۱۳۷۸ با شمارهٔ ثبت ۲۳۸۶ به‌عنوان یکی از آثار ملی ایران به ثبت رسیده‌است. مجموعه تاریخی عباس‌آباد شامل رباط (کاروانسرا)، قلعه و محوطه تاریخی مربوط به اواخر دوره تیموری و اوایل دوره صفوی است.

## ویژگی‌ها
رباط عباس‌آباد در میانه دشتی وسیع به فاصله ۳۰ کیلومتری شمال غربی شهر تایباد و بر کناره راه قدیمی این شهر به تربت جام واقع شده‌است. این اثر تاریخی در زمان آبادانی و رونق خود از جمله کاروانسراهای معتبر خراسان بوده که به دلیل فضاهای متعدد و دارا بودن امکانات رفاهی از اهمیت خاصی برخوردار بوده و از یادگاری‌های معماری دوره صفویه در خراسان رضوی است.

## ثبت در فهرست میراث جهانی
در ۲۶ شهریور ۱۴۰۲ در جریان چهل و پنجمین اجلاس کمیته میراث جهانی یونسکو در ریاض، کاروانسرای عباس‌آباد تایباد به‌همراه ۵۳ کاروانسرای تاریخی دیگر (جمعاً ۵۴ کاروانسرا در ۲۴ استان ایران) تحت عنوان کاروانسراهای ایرانی در فهرست میراث جهانی قرار گرفتند. این مجموعه جهانی به عنوان بیستمین و هفتمین اثر جهانی کشور ایران شناخته می‌شود.

## نگارخانه

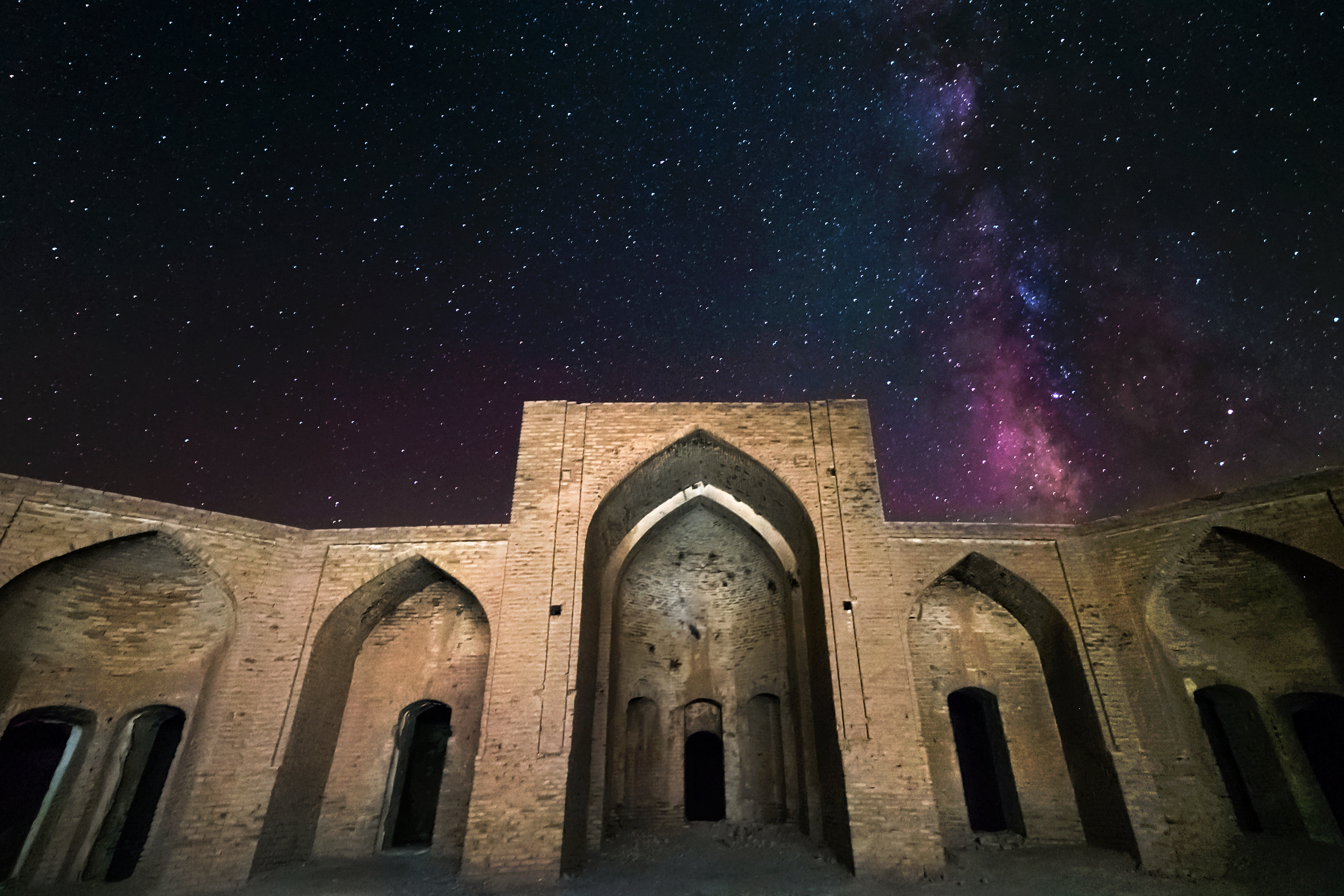
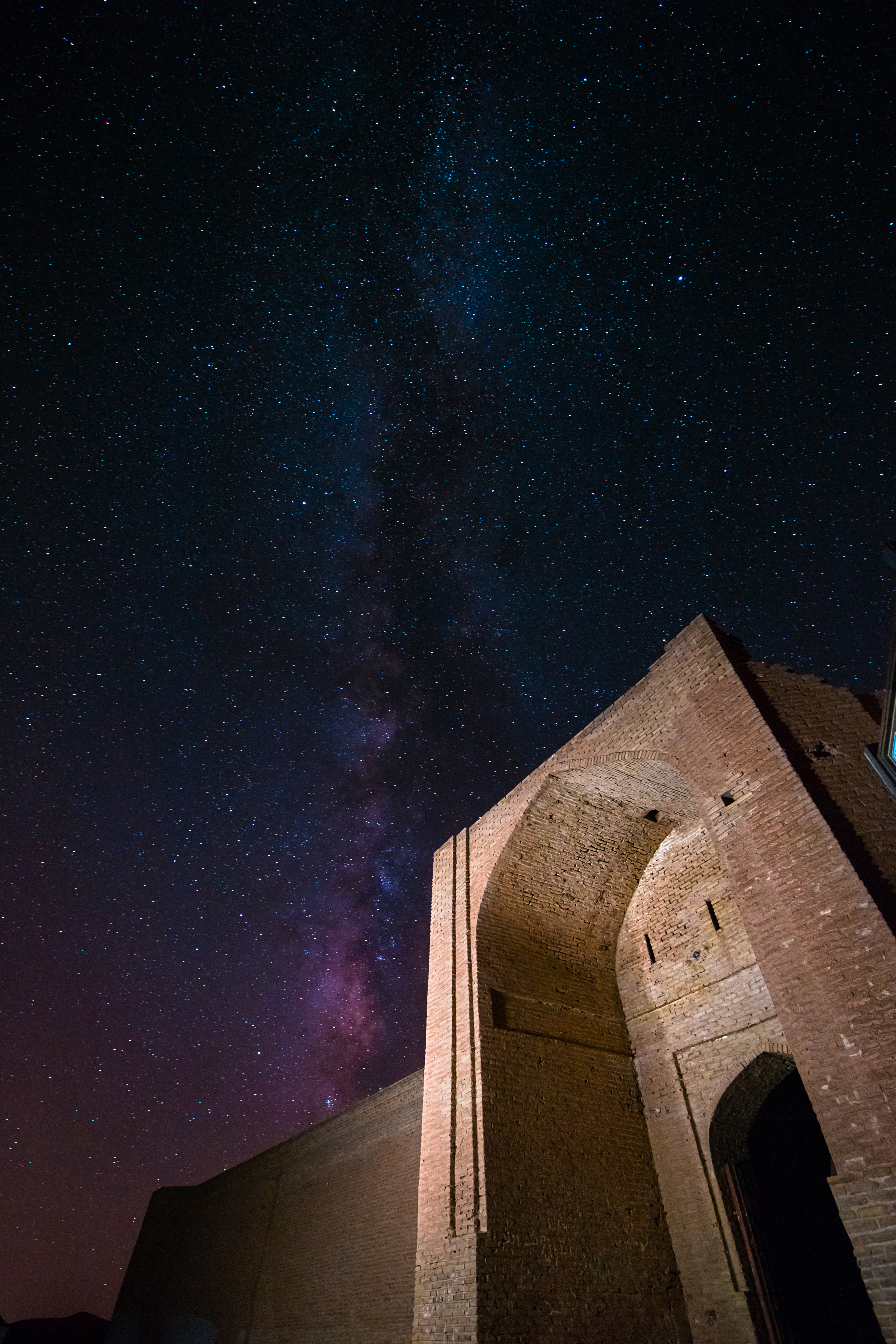
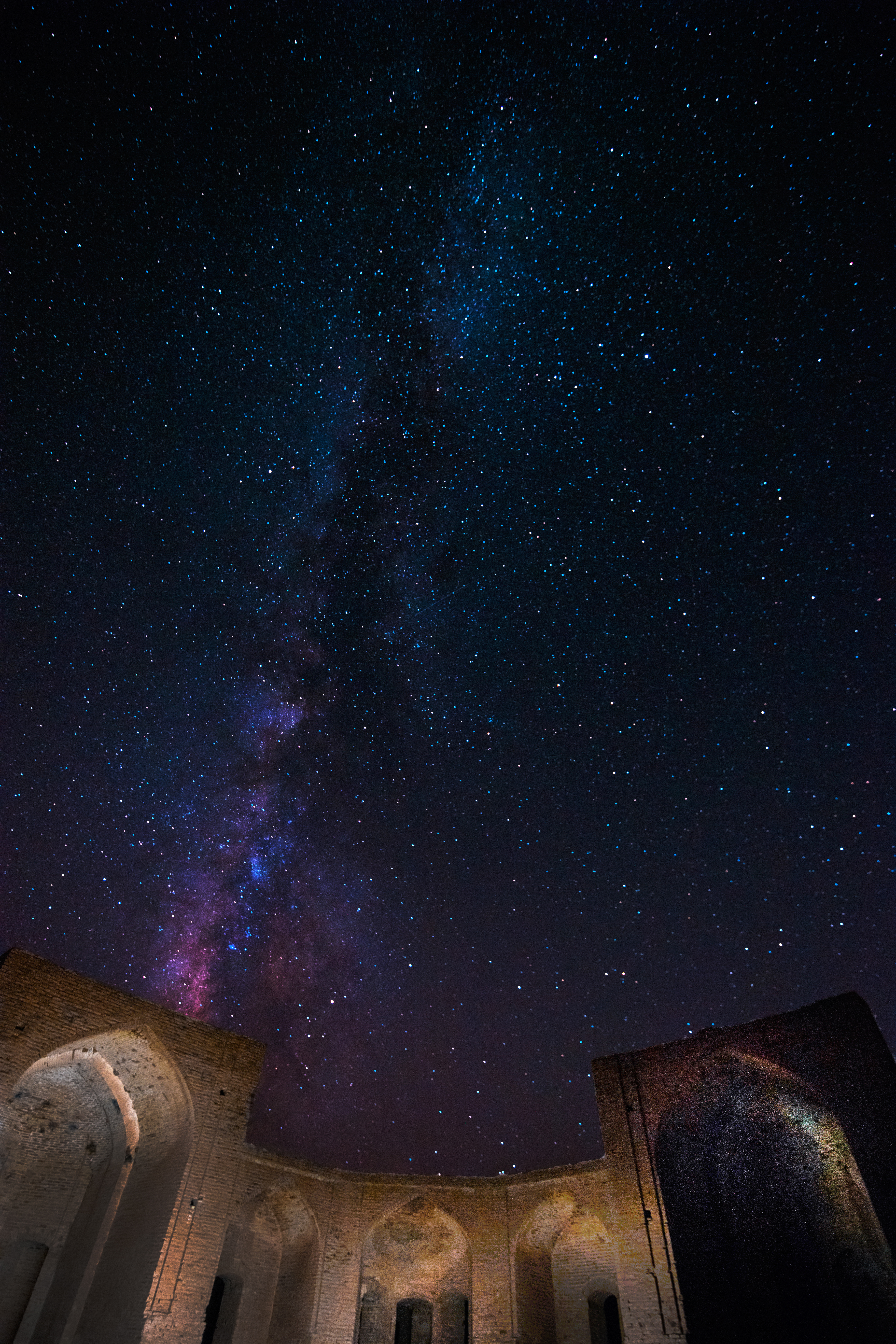